# 小菁與言言
《小菁與言言》（英文：SweetGA），劇情為平凡人目標成為知名演員養成電視劇，於2023年7月3日進行開鏡儀式，並於2023年10月25日正式殺青。由導演安哲毅、曾培善、練健輝指導，王小棣監製，該劇由林子熙、林意箴、林貫易、劉黛瑩等演員領銜主演，於2024年4月8日在YouTube於19:00首播。

## 播出時間
以下時間以當地時間（台灣時間）為準
| 頻道    | 所在地 | 播出日期                  | 播出時間                 | 備註 |
| YouTube | 臺灣   | 2024年4月8日-2024年9月2日 | 每週一、三、五 19:00首播 |      |

## 演員列表

### 主要演員
| 演員   | 角色   | 介紹                                                               | 登場集數 |
| 林子熙 | 劉小菁 | 綽號「小菁」，在企劃公司中有份正職工作，立志成為一位成功的女演員。 |          |
| 林意箴 | 張心言 | 綽號「言言」，在各大服務行業中兼差打工，立志成為一位成功的女演員。 |          |
| 林貫易 | 陳田中 | 人稱「鐵道迷」，住在小菁斜對面的鄰居。                             |          |
| 劉黛瑩 | Yoshi  | 人稱「攝影師」，是位在演藝圈知名的LGBT攝影師。                     |          |

### 次要演員
| 演員   | 角色   | 介紹                                                 | 登場集數 |
| 蔡燦得 | 允梅   | 小菁所任職公司的主管，講話超級直接，但刀子嘴豆腐心。 |          |
| 班鐵翔 | 金爺爺 | 小菁和言言租屋處的房東。                             |          |
| 鄭湋曄 | 張正凱 | 綽號「阿弟」，張心言弟弟，職業為模特兒。             |          |
| 徐韜   | 劉尚翔 |                                                      |          |
| 陳婉婷 | 萱萱   | 小菁堂姊                                             |          |
| 林宴慈 | 莉莉   | 言言表妹                                             |          |
| 鄭穎   | 小虎   | 小菁學妹，擅長繪畫，專研人物素描。                   |          |
| 張洛偍 | Simon  | 職業為男性彩妝師，在網路上知名網紅。                 |          |

### 客串演員
| 演員     | 角色       | 介紹                                                                     | 登場集數 |
| 王思佳   | Kelly      | 演藝圈的超級名模，受Yoshi之邀和小菁一起拍攝雜誌。                        |          |
| 石知田   | 耀升       | 演藝圈的新生代男演員，有和言言約會過幾次。                               |          |
| 朱詩倩   | 經理       |                                                                          |          |
| 江常輝   | 咖啡廳店長 | 言言在「走馬啡」咖啡店打工時期的店長，也是言言直屬上司並對言言很是照顧。 |          |
| 河村一樹 | 日本口音男 | 小菁在網路上認識並熱戀的日本網友，自稱在日本是位舞台劇演員。             |          |
| 范姜泰基 | 副總       |                                                                          |          |
| 張雅玲   | 年輕辣妹   | 言言的劇迷粉絲，現實生活中是位年輕的單親媽媽。                           |          |
| 盛平     | 范純斐     | 小菁與言言的好朋友，曾經一起參與萬聖節變裝派對。                         |          |
| 陳奕均   | 小浩       | 言言的經紀人，有想要轉往幕前當藝人的嚮往。                               |          |
| 葉曉霏   | 蔣依融     | 小菁與言言的好朋友，曾經一起參與萬聖節變裝派對。                         |          |
| 韓寧     | 小嬿       |                                                                          |          |
| 鎮萬鈞   | 小胖       | 阿弟的經紀人，對阿弟很是欣賞。                                           |          |

## 外部連結
- 小菁與言言的Facebook專頁
- 小菁與言言的Instagram帳戶
- YouTube上的小菁與言言頻道
- 豆瓣电影上《小菁與言言》的資料 （简体中文）
- 互联网电影数据库（IMDb）上《小菁與言言》的资料（英文）